# Ākhūneh Melk
Ākhūneh Melk (persiska: Ākhūnd Melk, آخوند ملک, آخونه ملک) är en ort i Iran.   Den ligger i provinsen Gilan, i den norra delen av landet, 170 km nordväst om huvudstaden Teheran. Ākhūneh Melk ligger 328 meter över havet och antalet invånare är 206.
Terrängen runt Ākhūneh Melk är varierad, och sluttar norrut. Runt Ākhūneh Melk är det ganska tätbefolkat, med 134 invånare per kvadratkilometer. Närmaste större samhälle är Rūdsar, 16,1 km norr om Ākhūneh Melk. I omgivningarna runt Ākhūneh Melk växer i huvudsak blandskog.